# Canale Chesapeake & Delaware
Il canale di Chesapeake e Delaware (C&D Canal) è un canale navale lungo 22,5 km, largo 137,2 m e profondo 10,7 m che collega il fiume Delaware con la baia di Chesapeake negli Stati del Delaware e del Maryland negli Stati Uniti d'America. 
Il canale C&D è di proprietà e gestito dal Corpo di ingegneri dell'esercito degli Stati Uniti, distretto di Filadelfia. La sede del progetto a Chesapeake City, nel Maryland, è anche il sito del C&D Canal Museum e del faro di Bethel Bridge. Il canale consente di risparmiare circa 300 miglia sulla rotta tra Wilmington e Baltimora, e circa lo stesso su quella tra Filadelfia e Baltimora, evitando un giro intorno alla penisola inferiore del Delaware.
Nel Delaware il canale è diventato un punto di riferimento e un confine culturale significativo, considerato una divisione tra la parte settentrionale urbanizzata dello Stato e la parte meridionale rurale, e delimita un limite settentrionale non ufficiale alla penisola di Delmarva.